# سیلوانا شوشیوا
سیلوانا شوشیوا (انگلیسی: Silvana Chausheva؛ زادهٔ ۱۹ مهٔ ۱۹۹۵) بازیکن والیبال اهل بلغارستان است.
از باشگاه‌هایی که در آن بازی کرده‌است می‌توان به فوتورا بوستو آرسیتسیو اشاره کرد.